# Artur Pavliukov
Artur Pavliukov (* 14. Februar 1997 in Klaipėda) ist ein litauischer Eishockeytorwart, der seit 2021 bei Kaunas City unter Vertrag steht und seit 2022 mit dem Klub in der lettischen Eishockeyliga spielt.

## Karriere

### Clubs
Artur Pavliukov begann seine Karriere in der litauischen Hauptstadt Vilnius, wo er für verschiedene damalige Zweitligisten spielte. 2013 wechselte er zum Spitzenklub Energija Elektrėnai, wo er zu einem Einsatz in der belarussischen Wysschaja Liga, der zweithöchsten Spielklasse des Landes, kam. Nachdem er 2014/15 mit den Liepāja Juniors den Meistertitel der zweithöchsten lettischen Spielklasse errang, kehrte er 2015 zu seinem früheren Klub Vilnius Hockey Punks zurück, für den er in der litauischen Eishockeyliga im Tor stand. 2016 wechselte er zu Coulee Region Chill aus La Crosse in der North American Hockey League, die ihn im NAHL Entry Draft in der ersten Runde als insgesamt 14. Spieler ausgewählt hatten, spielte aber auch für deren Farmteam La Crosse Freeze in der NA3HL sowie die El Paso Rhinos und die Lake Tahoe Icemen, die beide in der Western State Hockey League spielen. Ab 2017 spielt er erneut ein Jahr in der North American Hockey League, wo er nunmehr im Tor der Kenai River Brown Bears aus Soldotna stand. 2018 kehrte er nach Litauen zurück und schloss sich Kaunas Hockey. Nachdem er mit dem Klub 2021 litauischer Meister geworden war, wechselte er zum Lokalkonkurrenten Kaunas City, mit dem er seit 2022 in der lettischen Eishockeyliga spielt.

### International
Für Litauen nahm Pavliukov im Juniorenbereich an den U18-Weltmeisterschaften der Division II 2014, als er mit dem geringsten Gegentorschnitt des Turniers maßgeblich zum Aufstieg der Litauer beitrug, und der Division I 2015 sowie den U20-Weltmeisterschaften der Division II 2015, als er jedoch nicht zum Einsatz kam, 2016, als er mit der zweitbesten Fangquote hinter dem Ungarn Gergely Arany und dem drittgeringsten Gegentorschnitt hinter Arany und dem Kroaten Vilim Rosandić zum besten Torhüter des Turniers gewählt wurde, und 2017, als er mit der zweitbesten Fangquote und dem zweitbesten Gegentorschnitt jeweils hinter dem Japaner Yujiro Isobe maßgeblich zum Aufstieg in die Division I beitrug und erneut als bester Goalie des Turniers ausgezeichnet wurde, teil.
Für die litauische Herren-Nationalmannschaft spielte er erstmals im Februar 2016 bei der Olympiaqualifikation für die Winterspiele in Pyeongchang 2018. Im April des Jahres nahm er dann an der Weltmeisterschaft 2016 in der Division I teil. Dabei erreichte er nach dem Ukrainer Eduard Sachartschenko und dem Kroaten Vilim Rosandić die drittbeste Fangquote des Turniers. Auch bei den Weltmeisterschaften 2017, 2018 und 2022 stand er im Kader der Litauer in der Division I, wobei er 2018, als die Mannschaft aus der B- in die A-Gruppe aufstieg, und 2022 zu keinem Einsatz kam. Außerdem vertrat er seine Farben beim Baltic Cup 2017 und bei der Olympiaqualifikation für die Winterspiele in Peking 2022.

## Erfolge und Auszeichnungen
- 2014 Aufstieg in die Division I, Gruppe B, bei der U18-Weltmeisterschaft der Division II, Gruppe A
- 2014 Geringster Gegentorschnitt bei der U18-Weltmeisterschaft der Division II, Gruppe A
- 2015 Meister der zweiten lettischen Liga mit den Liepāja Juniors
- 2016 Bester Torhüter der U20-Weltmeisterschaft der Division II, Gruppe A
- 2017 Aufstieg in die Division I, Gruppe B, bei der U20-Weltmeisterschaft der Division II, Gruppe A
- 2017 Bester Torhüter der U20-Weltmeisterschaft der Division II, Gruppe A
- 2018 Aufstieg in die Division I, Gruppe A, bei der Weltmeisterschaft der Division I, Gruppe B
- 2021 Litauischer Meister mit Kaunas Hockey